# Веніс (Нью-Йорк)
Ве́ніс (англ. Venice) — місто (англ. town) в США, в окрузі Каюга штату Нью-Йорк. Населення — 1236 осіб (2020).

## Демографія
Згідно з переписом 2010 року, у місті мешкало 1368 осіб у 499 домогосподарствах у складі 366 родин. Було 596 помешкань
Расовий склад населення:
| - 95,8 % — білих - 0,1 % — чорних або афроамериканців - 0,1 % — азіатів - 2,7 % — осіб інших рас |

До двох чи більше рас належало 1,3 %. Частка іспаномовних становила 6,0 % від усіх жителів.
За віковим діапазоном населення розподілялося таким чином: 21,3 % — особи молодші 18 років, 63,9 % — особи у віці 18—64 років, 14,8 % — особи у віці 65 років та старші. Медіана віку мешканця становила 41,2 року. На 100 осіб жіночої статі у місті припадало 112,8 чоловіків; на 100 жінок у віці від 18 років та старших — 111,8 чоловіків також старших 18 років.
Середній дохід на одне домашнє господарство становив 77 915 доларів США (медіана — 53 203), а середній дохід на одну сім'ю — 84 704 долари (медіана — 63 056). Медіана доходів становила 44 135 доларів для чоловіків та 31 932 долари для жінок. За межею бідності перебувало 10,2 % осіб, у тому числі 18,2 % дітей у віці до 18 років та 7,2 % осіб у віці 65 років та старших.
Цивільне працевлаштоване населення становило 726 осіб. Основні галузі зайнятості: освіта, охорона здоров'я та соціальна допомога — 32,0 %, сільське господарство, лісництво, риболовля — 18,5 %, виробництво — 12,8 %, мистецтво, розваги та відпочинок — 9,6 %.